# Krunidba Napoleona I.
Krunidba Napoleona I., službenog naziva Posvećenje cara Napoleona I. i krunidba carice Joséphine u katedrali Notre-Dame u Parizu, 2. prosinca 1804. (francuski: Sacre de l'empereur Napoléon Ier et couronnement de l'impératrice Joséphine dans la cathédrale Notre-Dame de Paris, le 2 décembre 1804), je slika koju je 1807. godine dovršio Jacques-Louis David, službeni slikar Napoleona I. Slika ima impozantne dimenzije – široka je gotovo deset, a visoka više od šest metara. Krunidba i posvećenje, prikazani na slici, odigrali su se u katedrali Notre-Dame u Parizu 2. prosinca 1804. godine. 
Kompozicija slike organizirana je oko nekoliko osi i dosljedno primjenjuje pravila neoklasicizma. Jedna od osi je vertikalna koja prolazi kroz križ, a oči svih likova uperene su u Napoleona, koji se nalazi u centru kompozicije; dok se od pape do carice proteže dijagonalna linija.

## Povijest
Djelo je u rujnu 1804. godine, usmenim putem, naručio osobno Napoleon. David je rad na slici započeo 21. prosinca 1805. godine u bivšoj kapelici Opatije Cluny, nedaleko od Sorbonne, u kojoj se nalazila njegova radionica. U radu mu je pomogao njegov učenik, Georges Rouget, a posljednje korekcije završene su u siječnju 1808. godine. Od 7. veljače do 21. ožujka 1808. slika je bila izložena u Salonu. U Davidovom posjedu bila je sve do 1819. godine, nakon koje su vlasnici postali kraljevski muzeji, gdje je slika bila izložena do 1837. godine. Kasnije je, po naredbi Luje Filipa, preseljena u Versailles. Godine 1889., slika je prebačena u Louvre, dok je u Versaillesu postavljena replika u stvarnoj veličini koju je David radio od 1808., a dovršio u Bruxellesu.
Slika je glavni motiv na slici Javnost promatra Davidovo 'Posvećenje' u Louvreu, koju je 1810. godine naslikao Louis-Léopold Boilly.

## Portretirane osobe
1. Napoleon I. (1769. – 1821.), stoji, odjeven u krunidbenu odoru sličnu onoj rimskih careva. Svi ostali su tek pasvni promatrači. Na aktualnoj verziji slike vidljiv je obris onoga što je izvorno naslikano: Napoleon drži krunu iznad svoje glave kao da se planira sam okruniti.
2. Joséphine de Beauharnais (1763. – 1814.), kleči u podređenoj poziciji, kao što je propisano u Code Napoléonu. Krunu je primila iz ruku svog supruga, a ne pape.
3. Maria Letizia Ramolino (1750. – 1836.), Napoleonova majka, nalazi se u publici. Ona zauzima mjesto važnije od onog na kojemu stoji papa. U stvarnosti, Letizia nije prisustvovala ceremoniji u znak protesta tenzijama koje su postojale između Napoleona i njegove braće Luciena i Josepha. Napoleonov otac, Charles Bonaparte, umro je 1785.
4. Louis Bonaparte (1778. – 1846.), Napoleonov brat koji je 1806. godine postao kralj Holandije. Oženio je Hortense de Beauharnais, caričinu kći.
5. Joseph Bonaparte (1768. – 1844.), koji nije bio pozvan na ceremoniju zbog svađe s bratom, što je razlog i izostanka careve majke. Kasnije je bio kralj Napulja i Španjolske.
6. Mladi Napoléon Charles Bonaparte (1802. – 1807.), sin Louisa Bonapartea i Hortense de Beauharnais.
7. Napoleonove sestre (Élisa, Caroline, Pauline). U replici, haljina Napoleonove najdraže sestre bit će ružičaste boje. Ovo je, interesantno, jedina razlika između originala i replike, iako je potonja nastala temeljem sjećanja.
8. Charles-Francois Lebrun (1739. – 1824.), uz Napoleona i Cambacérèsa, treći konzul. Pod Prvim Carstvom, postao je prince-architrésorier. On drži žezlo.
9. Jean Jacques Régis de Cambacérès (1753. – 1824.), jedan od trojice konzula. On drži ruku pravde.
10. Louis-Alexandre Berthier (1753. – 181.5), ministar rata tijekom Konzulata. Godine 1805. postao je Maršal Carstva.
11. Charles Maurice de Talleyrand-Périgord (1754. – 1836.), utjecajni političar.
12. Joachim Murat (1767. – 1815.), maršal Carstva, Napoleonov zet i Carolinin suprug, kasniji kralj Napulja
13. Pio VII. (1742. – 1823.), pozvan je samo kako bi blagoslovio ceremoniju. Okružen je crkvenim dužnosnicima koje je, temeljem Konkordata, imenovao Napoleon.
14. Slikar Jacques-Louis David također se nalazi među publikom.
15. Halet Efendi, osmanski veleposlanik, također je prisutan.
16. Dama koja drži plašt, odmah iza Joséphine, s desne strane iz gledateljeve perspektive, jest Elisabeth-Hélène-Pierre de Montmorency-Laval, caričina dvorska dama.